# Psilonotus hortensia
Psilonotus hortensia is een vliesvleugelig insect uit de familie Pteromalidae. De wetenschappelijke naam is voor het eerst geldig gepubliceerd in 1846 door Walker.